# Jule Böwe
Jule Böwe (* 1969 in Rostock; eigentlich Kathrin Böwe) ist eine deutsche Theater- und Filmschauspielerin, die zudem in der Produktion von Hörspielen und Hörbüchern mitwirkt.

## Leben
Jule Böwe, als Kind eines Psychiater- und Neurologen-Ehepaares geboren, legte sich ihren Vornamen Jule in einem Studentenwohnheim nach dem Ausspruch einer Mitbewohnerin zu. Sie machte noch in der DDR zunächst eine Ausbildung zur Ergotherapeutin und arbeitete bis 1992 in diesem Beruf im „Heim für Geschädigte“ in Berlin-Lichtenberg und im Sonderkrankenhaus Berlin-Charlottenburg. Schon während ihrer Ausbildungszeit in Wismar spielte sie in einer studentischen Theatergruppe. Sie bewarb sich bei einigen Schauspielschulen, fiel jedoch in allen Aufnahmeprüfungen durch.
1994 machte sie ihre Bühnenreifeprüfung im Fach Schauspiel und arbeitete zunächst als freischaffende Schauspielerin an verschiedenen Bühnen, bevor sie 1997 ihre Arbeit an der „Baracke“ am Deutschen Theater Berlin, der Experimentalbühne dieses Hauses, begann. Hier wurde Böwe vor allem durch ihre Zusammenarbeit mit dem Regisseur Thomas Ostermeier bekannt, den sie im kleinen Berliner Theater im Schokoladen kennengelernt hatte, wo sie zeitweilig in seiner Inszenierung des Stücks Shoppen & Ficken spielte.
Neben ihrer Tätigkeit am Theater ist Jule Böwe auch in einigen Filmen aufgetreten, außerdem arbeitet sie gelegentlich für das Radio in Hörspielproduktionen. Seit 1999 ist sie an der Schaubühne am Lehniner Platz fest engagiert. Dabei entstanden auch Koproduktionen mit dem Schauspielhaus Zürich, die sowohl in Berlin als auch in Zürich gezeigt wurden. Dort spielte sie u. a. in Die Katze auf dem heißen Blechdach von Tennessee Williams, wieder unter der Regie von Thomas Ostermeier, in Blackbird, Maria Stuart, Drei Schwestern und zusammen mit Sepp Bierbichler in Augenlicht, einer Uraufführung von Marius von Mayenburg. Für ihre Arbeit erhielt sie mehrere Auszeichnungen.

## Leistungen
Böwe fällt vor allem durch ihre Darstellung von physisch und psychisch beschädigten Figuren auf, wie etwa als Doris im Film Katze im Sack, als Missbrauchsopfer in einem Stück von Sarah Kane, als vom Lungenkrebs angegriffene Maria im Stück Der Würgeengel oder als in einen im gegenüberliegenden Gefängnis einsitzenden Gefangenen verliebte Irene in Iain Diltheys Gefangene. Auffällig ist zudem ihre heisere, manchmal sich wie im Stimmbruch anhörende, fast kindliche Stimme.

## Rollen am Theater
Theaterhaus Jena
- Kleistprojekt

Schauspielhaus Zürich
- 2002: Klinik von Lars Norén, Regie: Falk Richter (deutschsprachige Erstaufführung)
- 2002: Lady Anne in Richard III. von William Shakespeare, Regie: Stefan Pucher[5]

„Baracke“ am Deutschen Theater Berlin
- Suzuki II, Regie: Thomas Ostermeier
- 1997: Lulu in Shoppen & Ficken, Regie: Thomas Ostermeier

Schaubühne am Lehniner Platz
- 2000: Laura in Peace von Falk Richter, Regie: der Autor
- 2001: 4.48 Psychose von Sarah Kane, Regie: Falk Richter (Koproduktion mit dem Schauspielhaus Zürich)
- 2002: Crystal in Goldene Zeiten von Richard Dresser, Regie: Thomas Ostermeier
- 2003: Marie Garga in Im Dickicht der Städte von Bertolt Brecht, Regie: Grzegorz Jarzyna
- 2003: Maria in Der Würgeengel von Karst Woudstra, Regie: Thomas Ostermeier
- 2004: Mascha in Die Möwe von Anton Tschechow, Regie: Falk Richter (Koproduktion mit den Salzburger Festspielen und dem Schauspielhaus Zürich)
- 2004: Joy in Electronic City, Das System 1 von Falk Richter, Regie: Tom Kühnel
- 2004: Grace in Gesäubert von Sarah Kane, Regie: Benedict Andrews
- 2005: Cressida in Troilus und Cressida von William Shakespeare, Regie: James Macdonald
- 2005: Fünf verschiedene Rollen in Die Dummheit von Rafael Spregelburd, Regie: Tom Kühnel
- 2005: Der Hund, die Nacht und das Messer von Marius von Mayenburg, Regie: Benedict Andrews
- 2006: Una in Blackbird von David Harrower, Regie: Benedict Andrews
- 2006: Königin Elisabeth I. in Maria Stuart von Friedrich Schiller, Regie: Luk Perceval
- 2006: Julia in Augenlicht von Marius von Mayenburg, Regie: Ingo Berk
- 2006: Irina in Drei Schwestern von Anton Tschechow, Regie: Falk Richter
- 2007: Margaret in Die Katze auf dem heißen Blechdach von Tennessee Williams, Regie: Thomas Ostermeier
- 2007: Mutter in Stoning Mary von Debbie Tucker Green, Regie: Benedict Andrews
- 2008: Anatol in Anatol von Arthur Schnitzler, Regie: Luk Perceval
- 2008: Der Hund, die Nacht und das Messer von Marius von Mayenburg, Regie: Benedict Andrews
- 2009: Blanche in Endstation Sehnsucht von Tennessee Williams, Regie: Benedict Andrews
- 2010: Der gute Mensch von Sezuan von Brecht, Regie: Friederike Heller[6]
- 2013: Petra von Kant in Die bitteren Tränen der Petra von Kant von Rainer Werner Fassbinder, Realisation: Patrick Wengenroth
- 2014: Valerio in Leonce und Lena von Georg Büchner, Regie: Patrick Wengenroth
- 2019: Alda in Die Anderen von Anne-Cécile Vandalem, Regie: Anne-Cécile Vandalem[7]

## Filmografie
- 1999: Ganz unten, ganz oben (Fernsehfilm, Regie: Matti Geschonneck)
- 2000: Polizeiruf 110: Totenstille (Fernsehserie, Regie: Marc Hertel)
- 2002: Weil ich gut bin! (Fernsehfilm, Regie: Miguel Alexandre)
- 2003: Wolffs Revier: Taxi zum Mond (Fernsehserie)
- 2003: Alltag (Fernsehfilm, Regie: Neco Çelik)
- 2004: Die Ärztin (Fernsehfilm, Regie: Matti Geschonneck)
- 2004: Kleinruppin forever (Regie: Carsten Fiebeler)
- 2004: Close
- 2005: Katze im Sack (Regie: Florian Schwarz)
- 2006: Freundinnen fürs Leben (Fernsehfilm, Regie: Buket Alakuş)
- 2006: Blackout – Die Erinnerung ist tödlich (Fernsehserie, Regie: Hans-Günther Bücking und Peter Keglevic)
- 2006: Schwarze Schafe (Regie: Oliver Rihs)
- 2006: Gefangene (Regie: Iain Dilthey)
- 2007: Bella Block: Weiße Nächte (Fernsehserie, Regie: Christian von Castelberg)
- 2007: Tatort: Schleichendes Gift (Fernsehserie, Regie: Uwe Janson)
- 2008: Schokolade für den Chef (Fernsehfilm, Regie: Manfred Stelzer)
- 2008: Torpedo (Buch und Regie: Helene Hegemann)
- 2008: Die Besucherin (Regie: Lola Randl)
- 2010: Schwerkraft (Regie: Maximilian Erlenwein)
- 2010: Das letzte Schweigen (Regie: Baran bo Odar)
- 2010: Tatort: Schön ist anders (Fernsehserie, Regie: Judith Kennel)
- 2010: Elf Onkel (Regie: Herbert Fritsch)
- 2010: Carlos – Der Schakal (Regie: Olivier Assayas)
- 2011: Dating Lancelot (Regie: Oliver Rihs)
- 2012: Russendisko (Regie: Oliver Ziegenbalg und Oliver Schmitz)
- 2013: Tatort: Eine andere Welt (Regie: Andreas Herzog)
- 2014: Stubbe – Von Fall zu Fall: Mordfall Maria (Fernsehserie, Buch und Regie: Peter Kahane)
- 2014: Mord in Aschberg
- 2014: Der Tatortreiniger (Fernsehserie, drei Folgen)
- 2014: Quatsch und die Nasenbärbande
- 2015: Blochin – Die Lebenden und die Toten (TV-Miniserie)
- 2016: Die Stadt und die Macht, TV-Sechsteiler
- 2016: Tatort: Der König der Gosse
- 2016: Das kalte Herz
- 2016: Affenkönig
- 2017: Eine Braut kommt selten allein
- 2018: Tatort: Zeit der Frösche
- 2019: Nimm Du ihn
- 2020: Werkstatthelden mit Herz (Fernsehfilm, Regie: Lars Montag)
- 2020: Rivale
- 2021: Polizeiruf 110: Monstermutter (Fernsehserie)
- 2021: Nachtschicht – Blut und Eisen (Fernsehserie)
- 2021: Heute stirbt hier Kainer
- 2021: Evolution
- 2021: Um die 50
- 2021: Tatort: Blind Date
- 2021: Tatort: Die Kalten und die Toten
- 2022: Grand Jeté
- 2022: The Ordinaries
- 2022: Tatort: In seinen Augen
- 2022: Das Weihnachtsschnitzel
- 2022: Strafe – Ein hellblauer Tag (Fernsehreihe)
- 2023: 2 unter Millionen
- 2023: Tatort: Aus dem Dunkel

## Rollen in Audioproduktionen
- 2003: Reidun Nordsletten in Elling schreibt von Ingvar Ambjørnsen, Bearbeitung: Steffen Moratz, Regie: Oliver Sturm, MDR/Der Audio Verlag, Hörbuchausgabe ISBN 3-89813-260-9
- 2004: Diotima in Hyperion oder Der Eremit in Griechenland nach Friedrich Hölderlin, Regie: Kai Grehn, SWR
- 2004: Julia Mark in Hoffmanniana nach einem unvollendeten Filmszenario von Andrei Tarkowski, Regie: Kai Grehn, RBB/SWR
- 2004: Ieva in Stechgras von Inga Ābele, Regie: Christiane Ohaus, Radio Bremen
- 2004: Miriam in Ich bin Miriam – Protokoll in drei Kapiteln von Sabine Stein, Regie: Leonhard Koppelmann, RBB
- 2005: Die K. – Szenen eines Drogenstrichs, Feature von Jens Jarisch, Regie: der Autor, RBB/Deutschlandfunk
- 2005: Ein Fall für Helga von Lothar Sternwedel, Regie: Stefan Dutt, RBB
- 2005: Sarah in Das Buch der Fragen nach Edmond Jabès, Regie: Kai Grehn, NDR
- 2005: Sandra Bürkle in Der Kick von Andres Veiel und Gesine Schmidt, Regie: Martin Zylka, RBB/SWR
- 2005: Schwester des Fleischers in Um die Wurst von Jean-Marie Piemme, Regie: Beatrix Ackers, SR
- 2006: Emilie Espes in Toulouse Confidential – Verwirrspiele um den Serienmörder Patrice Alègre von Philippe Bruehl, Regie: der Autor, SWR
- 2006: 1. Frau in Durst von Michael Kumpfmüller, Bearbeitung: Steffen Moratz, Regie: Ulrich Lampen, DLR
- 2006: Herero in Ein pflichtbewusster Mörder von Giorgio Scerbanenco, Regie: Leonhard Koppelmann, MDR
- 2006:  Im Käfig von Xóchil A. Schütz, Regie: Stefanie Lazai, DLR
- 2006: Lucie in Stella nach dem Schauspiel für Liebende von Goethe, Regie: Leonhard Koppelmann, SWR/Argon Verlag
- 2006: Rosita in Das Todsündenprojekt von Regine Ahrem mit Studenten der Unité Graz, Regie: Regine Ahrem, RBB/Unité Graz
- 2007: Messages for 2099 von Kai Grehn und Carsten Nicolai (Musik), Regie: Kai Grehn, hr/DLF
- 2007: Mieze in Die Geschichte vom Franz Biberkopf nach dem Roman Berlin Alexanderplatz von Alfred Döblin, Regie: Kai Grehn, SWR/BR/RBB/Patmos Verlag, Hörbuchausgabe ISBN 978-3-491-91244-1
- 2007: Karoline in Die Legende vom heiligen Trinker von Joseph Roth, Regie: Marguerite Gateau, Deutschlandradio Kultur/SR/France Culture
- 2007: Fräulein Lisa Benjamenta und Gesang in Jakob von Gunten nach dem Roman von Robert Walser, Regie: Kai Grehn, NDR
- 2007: Was vom Leben bleibt, Feature von Gisela Erbslöh, Regie: Gisela Zschiedrich, Deutschlandradio Kultur
- 2008: Golondrina in Kleiner Weingarten am Meer von Albert Wendt, Regie: Judith Lorenz, MDR
- 2008: Linda in Ostersonntag nach dem Roman von Harriet Köhler, Regie: Beatrix Ackers, NDR
- 2008: Teresa in Lost in Praha von Martin Becker und Jaroslav Rudiš, Regie: Thomas Wolfertz, WDR
- 2008: Estrella Losano in Marbella Hardcore von Philippe Bruehl, Regie: der Autor, SWR/WDR
- 2008: Lydia in Krieger von Torsten Buchsteiner, Regie: Annette Kurth, WDR
- 2008: Ich ist ein anderer von Paulina Bochenska, Florian Hawemann, Karolin Killig, Johannes Leisen, Heiko Martens, Sophie Narr, Johannes Scherzer, Ulli Scuda, Antje Volkmann, Daniel Wild und Kai Theißen, Regie: Alfred Behrens, RBB in Zusammenarbeit mit der Hochschule für Film und Fernsehen „Konrad Wolf“
- 2008: Frau in Der Glasbläser – Surreale Proletenoper für Glas und andere Instrumente von Iris Disse und David Höner, Regie: Iris Disse, RBB/RAEL
- 2008: Frauenstimme in Blackwater Redux von Krok und Petschinka, Regie: Eberhard Petschinka, WDR/ORF
- 2009: Kiki in Glasauge von Johanna Sinisalo, Regie: Annette Berger, WDR
- 2009: Der Berg über den kein Vogel fliegt von Kai Grehn, Regie: der Autor, SWR/Theater Basel
- 2010: Titelrolle in Bekenntnisse eines Hilton-Doubles von Christine Demaitre, Regie: Elisabeth Putz, Deutschlandradio Kultur
- 2010: Moira in Der Jäger ist die Beute von Tim Staffel, Regie: der Autor, WDR
- 2011: Die künstlichen Paradiese von Kai Grehn nach Charles Baudelaire, Regie: Kai Grehn, RB/hr/RBB/SR, Hörbuch Hamburg, ISBN 978-3-89903-033-4
- 2011: Frau in Die Frau in den Dünen von Kōbō Abe, Regie: Kai Grehn, NDR
- 2011: Zumurrud in Mord in Kanton von Robert van Gulik, Regie: Götz Fritsch, SWR/hr
- 2011: Heimatlos – Tokios digitale Tagelöhner, Feature von Serotonin, Regie: die Autoren, WDR/SWR/Deutschlandradio Kultur
- 2012: Cathy in Sturmhöhe nach dem Roman Wuthering Heights von Emily Brontë, Regie: Kai Grehn, NDR/SWR, Der Hörverlag, ISBN 978-3-86717-931-7
- 2013: Gedächtnisambulanz von Tom Peuckert, Regie: Tim Staffel, WDR
- 2013: Chatroomdreams von petschinka, Regie: der Autor, WDR
- 2013: Lynndie England in CIRCUS MAXIMUS von petschinka, Regie: der Autor, WDR
- 2013: Vom Nachteil, geboren zu sein von E. M. Cioran, Regie: Kai Grehn, SWR
- 2013: Der geheimnisvolle Fremde von Mark Twain, Regie: Kai Grehn, Deutschlandradio Kultur, Hörbuch Hamburg, ISBN 978-3-89903-883-5
- 2014: Butcher’s Block von David Lindemann, Regie: der Autor, Deutschlandradio Kultur
- 2014: Children of Adam/Kinder Adams von Walt Whitman, Übersetzung und Regie: Kai Grehn, RB/SWR/Deutschlandradio Kultur, Hörbuch Hamburg, ISBN 978-3-89903-914-6
- 2015: Traurigkeit und Melancholie oder der aller aller einsamste George aller aller Zeiten (Fragment) von Bonn Park, Komposition und Regie: Wittmann/Zeitblom und Gina V. D’Orio, Deutschlandradio Kultur
- 2015: Lin in Der Zug von Martin Heindel, Regie: der Autor, WDR
- 2015: Mutter in Jenny Jannowitz oder Der Engel des Todes von Michel Decar, Regie: der Autor, Deutschlandradio Kultur
- 2016: Gadji Beri #2016, eine DADA-Radio-Oper von Wittmann/Zeitblom, Komposition und Regie: die Autoren, Deutschlandfunk/NDR/SWR/WDR
- 2016: Mari in Mu! oder People must be punished von Kai Grehn, Regie: der Autor, RB
- 2016: Schlange in Der kleine Prinz von Antoine de Saint-Exupéry, Übersetzung, Bearbeitung und Regie: Kai Grehn (WDR) Hörbuch Hamburg / Silberfisch, ISBN 978-3-86742-309-0
- 2016: Julia in Augustus von John Williams, Der Hörverlag, ISBN 978-3-8445-2371-3
- 2016: Was mit uns los ist, kann doch kein Mensch verstehen nach La voix humaine von Jean Cocteau von Wittmann/Zeitblom, Regie: die Autoren, Deutschlandradio Kultur
- 2017: Körperfresser nach dem Roman The Body Snatchers von Jack Finney, von Wittmann/Zeitblom, Regie: die Autoren, WDR
- 2017: Kommt ein Pferd in die Bar nach dem gleichnamigen Roman von David Grossman, Regie: Jean-Claude Kuner, RBB/WDR
- 2018: Polizistin in Doberschütz und das kleinste Verbrechen der Welt von Tom Peuckert, Regie: Thomas Leutzbach, WDR
- 2022: Jane in Stolz & Vorurteil von Jane Austen – Regie: Kai Grehn, HR / DLF Kultur / Der Hörverlag, ISBN 978-3-8445-4522-7
- 2023: Die Causa Jeanne d'Arc von Kai Grehn – Regie: der Autor, SWR/RBB

## Auszeichnungen
- 1998: Nachwuchsschauspielerin des Jahres von Theater heute
- 2004: Förderpreis des Kunstpreises der Stadt Berlin
- 2005: Preis für die beste Darstellerin für ihre Rolle in Katze im Sack beim 32. Independent International Film Festival in Brüssel
- 2006: Vorauswahl für den Deutschen Filmpreis in der Kategorie „Beste darstellerische Leistung – weibliche Hauptrolle“ für Katze im Sack[8]
- 2022: Deutscher Schauspielpreis in der Kategorie Schauspieler in einer episodischen Rolle für Tatort: Die Kalten und die Toten